# 富士ソフトサービスビューロ
富士ソフトサービスビューロ株式会社（英: FUJI SOFT SERVICE BUREAU INCORPORATED）は、東京都墨田区に本社を置く、コールセンター事業やBPO(ビジネス・プロセス・アウトソーシング)事業を主業務とする企業。
富士ソフトグループ。日本年金機構など官公庁からの発注される業務を強みとする。
国内6カ所に地方拠点、国内4カ所にBPOセンター、国内5カ所にコンタクトセンターを有する。
1984年の創業以来「お客様に『信頼』されるベストパートナーを目指して」を基本方針に掲げており、ITを活かしたサービスを展開する『トータル･アウトソーシング企業』を標榜している。

## 概要
富士ソフト株式会社の完全子会社。
2018年3月期の売上高では、日本年金機構からの売上高が40.3%（40.47億円）を占める。総合評価落札方式と大型案件の複数年契約に優位性を有す。
ロボティック・プロセス・オートメーション（RPA）や人工知能（AI）などの富士ソフトグループのIT力を利用して、業務効率化や工数削減に積極的。

## 沿革
- 1984年10月 - オフィスアドバンス株式会社（現富士ソフトサービスビューロ株式会社）設立。資本金4千万円。
- 1987年6月 - ABCサービスビューロ株式会社に社名変更。
- 1996年
  - 2月 - 資本金5千万円に増資。
  - 10月 - 富士ソフトABCサービスビューロ株式会社に社名変更。
- 2001年
  - 2月 - 本社を茅場町オフィスから東京都墨田区江東橋二丁目19番7号に移転。
  - 12月 - サイトデザイン、コンテンツ作成などを提供するWebメディアサービスの開始。
- 2002年10月 - 富士ソフトABCサービスビューロ株式会社のロゴマークの刷新。新たにCRMサービス専門の事業部『カスタマーサービス部』を開設。
- 2005年
  - 3月 - 「プライバシーマーク」認証を取得。
  - 9月 - 有料職業紹介事業許可取得。
- 2006年7月 - 富士ソフトサービスビューロ株式会社に社名変更。
- 2007年1月 - 「情報セキュリティマネジメントシステム（ISO27001）」認証を取得。
- 2009年12月 - 「品質マネジメントシステム（ISO9001）」認証を取得。
- 2012年10月 - 富士ソフトSSS株式会社と合併。
- 2014年2月 - 契約書の電子化・管理サービスを開始。
- 2016年3月 - 東京証券取引所JASDAQ市場に新規上場。
- 2017年
  - 10月 - 女性活躍推進法に基づく優良企業認定マーク「えるぼし」における最高評価「3段階目」の認定を取得。
  - 12月 - 1株を3株に株式分割。
- 2018年10月 - 東京証券取引所第二部へ市場変更[1]。
- 2019年10月 - 次世代育成支援対策推進法に基づく子育てサポート企業「くるみん」の認定を取得。
- 2020年4月 - 千葉県千葉市美浜区に幕張オフィスを開設。
- 2023年12月 - 親会社の富士ソフト株式会社が株式公開買付けにより持株比率を96.21%とする[2]。
- 2023年
  - 2月16日 - 東京証券取引所スタンダード市場上場廃止。
  - 2月20日 - 株式売渡請求により富士ソフトの完全子会社となる[3]。

## 各種認証
- 品質マネジメントシステム（ISO9001）
  - 登録範囲：東京BPOセンター
- ISMS(ISO27001)
  - 登録範囲：本社・会津コンタクトセンター
- プライバシーマーク
- えるぼし認定
  - 認定段階：3段階目（最高評価）

## 会社の現況（2022年12月31日時点）
株式の状況
- 発行可能株式総数 - 54,000,000株[4]
  - 発行可能普通株 - 54,000,000株
  - 発行済普通株 - 13,500,000株

従業員の状況
| 従業員数（名） | 臨時雇用者の年間平均人数（名） | 平均年齢（歳） | 平均勤続年数（年） | 平均年間給与（千円） |
| -------------- | ------------------------------ | -------------- | ------------------ | -------------------- |
| 442            | 3,201                          | 42.76          | 8.93               | 5,079                |